# Нагурски, Бронко
Бронислав «Бронко» Нагурски (англ. Bronislau "Bronko" Nagurski, 3 ноября 1908, Рейни-Ривер, Онтарио, Канада — 7 января 1990, Интернашенал-Фолс, Миннесота) — игрок в американский футбол на позиции фуллбека, а также профессиональный рестлер. Имеет украинские и польские корни.
Выступал за команду Национальной футбольной лиги «Чикаго Бэарз» с 1930—1937, а также в 1943 году. Трёхкратный чемпион НФЛ (1932, 1933, 1943). Вошёл в команду десятилетия НФЛ 1930-х. Введён в Зал славы американского футбола в 1963 году.

## В литературе
О Бронко Нагурски рассказывает герой Энтони Хопкинса в фильме «Сердца в Атлантиде», снятом по одноимённой книге Стивена Кинга.